# Agranulocyter
Agranulocyter är en typ av vita blodkroppar, som utmärker sig genom att sakna granula.
Agranulocyter inkluderar monocyter och lymfocyter. 